# Alfredo Cairati
Alfredo Cairati (* 18. August 1875 in Mailand; † 2. Februar 1960 in Zürich) war ein italienischer Musikpädagoge, Komponist und Chorleiter.

## Leben
Alfredo Cairati wuchs in Mailand auf. Von 1884 bis 1894 studierte er am Königlichen Konservatorium in Mailand Klavier und Dirigieren bei Carlo Andreoli und Giuseppe Frugatta und Komposition bei Giuseppe Bazzini. 1896 schloss er seine Kompositionsstudien an der Königlichen Akademie der Tonkunst in München in der Meisterklasse von Josef Rheinberger ab.
Seine Eltern waren der Musiker und Dirigent Giuseppe Cairati und die Opernsängerin Ernersta Maj.

## Musikpädagogik
Cairati arbeitete zunächst als Kapellmeister in Mailand und ließ sich nach Konzertreisen als Pianist 1908 in Berlin nieder. Dort arbeitete er als Komponist und «Lehrer für Kunstgesang». Von 1908 bis 1916 wirkte er als Gesangslehrer am Stern’schen Konservatorium. 1916 zog er mit seiner Familie nach Zürich. Dort wirkte als Musikpädagoge und Komponist und gründete die Accademia di Canto sowie den Madrigalchor (Camerata dei Madrigalisti), mit dem er zahlreiche italienische Werke vor allem des 17. und 18. Jh. zur Aufführung brachte. Im Jahr 1922 wurde er Gesangslehrer und Chorleiter an der Hochschule für Musik in Stuttgart und gründete 1925 den Musikverlag Edition Euterpe.
Zu seinen Schülerinnen und Schülern zählten:
- Else Böttcher[6] (1905 – 1991), Opernsängerin
- Hermann Boettcher (1866–1935), Theater- und Filmschauspieler
- Franz Egenieff (1874–1949), Opernsänger und Filmschauspieler
- Marie Ekeblad[7][8] (1875[?]–1925[?]), Opernsängerin
- Birgit Engell (1882–1973), Opernsängerin
- Willy Frey[9] (1901 – 1986), Opernsänger
- Heinz Huggler[10] (1911 – 1980), Opernsänger
- Libero de Luca[11] (1913–1997), Opernsänger
- Bruno Manazza[12] (1912–1969), Opernsänger
- Giuseppe Masina[13] (1927), Opernsänger
- Hannah von Mettal (1884–1966), Übersetzerin
- Fridolin Mosbacher[14] (1921–1959), Opernsänger
- Vittorio Raschèr (1931–2012), Romanist und Dirigent
- Hermann Rieth ([?]–[?]), Opernsänger
- Alfred Stern (1901–1982), Musiker und Komponist
- Siegfrid Tappolet[15] (1901–1970), Opernsänger
- Erma Zarska[16] (1889–1971), Opernsängerin
- Erno Zürrer[17] ([?]–[?]), Opernsänger

## Kompositionen (Auswahl)
Cairati hat vor allem dramatische Musik sowie Vokalwerke komponiert, daneben auch Instrumentalmusik sowie Bearbeitungen, vornehmlich für Kammermusikensembles oder Klavier.

### Dramatische Musik
- Giorgione (Oper in 3 Akten)
- Der Affenpavillon (Operette)
- Der erste Frack (Opernidyll)
- Storiella del parco di Lorch (fantasia musicale)
- Un sogno (fantasia lirica)

### Vokalmusik
- Alba
- Alcandro, lo confesso
- Ave Maria
- Barcarole
- Brindisi
- Cantando in selva amena
- Dein Lachen
- Galgenlieder
- Herbststimmung
- Kammersuite
- La madre di Gesù
- Microcosmo
- Missa
- Das Narrenhaus
- Psalmus 14 und 30
- Die Toten
- Weihnachtslied

### Instrumentalmusik
- La divina commedia
- Elegie italienne
- Fantasieconcert
- Gara die velocipedi
- Migrar di rondini
- Pantomime
- Six pensées poëtiques
- Un sogno
- Walzer
- Weihnachtsgavotte

### Bearbeitungen
- Eugen d’Albert: Melodische Scenen aus Tiefland für Tri-Ergon (TE 1155), gespielt vom Berliner Konzert-Orchester unter Leitung von O. A. Evans
- Giulio Caccini: Amarilli; La canzone popolare italiana
- Giacomo Carissimi: Historia di Jephte
- Franz Lehar: Dein ist mein ganzes Herz
- Ruggero Leoncavallo: Bouquet di melodie per pianoforte dell'opera La Bohème (N. di cat. 976)[19]
- Wolfgang Amadeus Mozart: Per questa bella mano; Schon lacht der holde Frühling
- Giovanni Battista Pergolesi: Nina
- Jean Sibelius: Dritte Symphonie
- Giuseppe Tartini: Cofitebor; Lento serioso
- Antonio Vivaldi: Credo

## Persönliches
Cairati war mit der Bildhauerin Vittoria Bosco (1887–1979) verheiratet. Aus der Ehe gingen Giuseppina Cairati (1906–1996) und Cornelio Cairati (1909–91) hervor.